# Wasabi
Wasabi (jap.: ワサビ, わさび, lat. Eutrema japonicum ili Wasabia japonica) ili japanski hren - biljka iz porodice Brassicaceae, koja također uključuje hren i gorušicu u drugim rodovima. Pasta koja se radi od osnovnih rizoma wasabija koristi se kao pikantni začin za sushi i druga jela. Po okusu je sličan ljutom hrenu prije nego čili papričici, po tome što stimulira nos više nego jezik.
Biljka raste prirodno pored riječnih korita u planinskim riječnim dolinama u Japanu. Glavna dva kultivara na tržištu su E. japonicum 'Daruma' i 'Mazuma', ali postoji ih još mnogo. Najstarije spominjanje wasabija kao hrane datira iz 8. stoljeća pr. Kr. Popularnost wasabija u zemljama engleskog govornog područja pratila je onu sushija, uz nagli porast oko 1980. godine.
Zbog problema koji ograničavaju masovnu kultivaciju japanskog wasabija i stoga povećavaju njegovu cijenu i smanjuju dostupnost izvan Japana, zapadnjački hren generalno se koristi kao zamjena za japanski hren. Ova inačica obično se naziva „zapadnjačkim wasabijem” u Japanu. Da bi wasabi narastao treba mu godina dana i tri mjeseca. Uspijeva samo na temperaturama između 13 i 18 stupnjeva, zahtijeva izvorsku vodu i savršenu izloženost suncu. Cijena kilograma wasabija trenutno je oko 1000 kuna.
Svaki dio biljke wasabi koristi se za dobrobit organizma. Listovi i peteljke temelj su antibakterijskih lijekova koji pomažu u liječenju kašlja, prehlade ili upale sinusa. Wasabi se koristi i u liječenju proljeva, potiče apetit te uklanja toksine iz tijela. Najčešća i najpoznatija upotreba ove biljke je za odčepljivanje sinusa. Wasabi sadrži 128 mg kalcija što je vrlo važno za kosti i mišićni sustav. Ova biljka bogata je magnezijem te vitaminima A i C.

## Galerija
- Stabiljka i cvijet wasabija
- Polje wasabija u Japanu
- Korijeni wasabija
- Pasta wasabija